# As de la gâchette

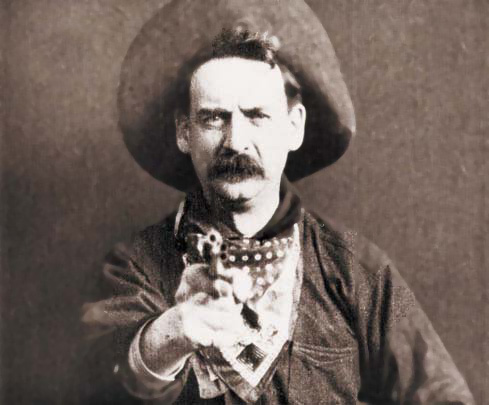
Attaque à main armée, scène du film Le Vol du grand rapide, 1903

« pistolero » redirige ici. Pour le phénomène violent autour des années 1920 en Espagne, voir pistolérisme.
L'as de la gâchette, flingueur (féminin : flingueuse), ou pistolero est un stéréotype généralement masculin de la conquête de l'Ouest utilisé au cinéma et dans la littérature. Il s'agit d'un expert du tir au revolver ou quelquefois à la carabine ou au fusil. Une dénomination moderne en anglais est gunslinger.
L'as de la gâchette peut être un shérif, un hors-la-loi, un cow-boy ou un tireur de démonstration, mais est plus généralement un mercenaire qui gagne sa vie avec ses armes dans le vieil ouest. Un flingueur est aussi un archétype de quelqu'un tirant rapidement avec une arme de poing.

## Présentation
Souvent le héros d'un western rencontre son « double négatif », un miroir de son côté maléfique qu'il doit détruire. Les as de la gâchette sont souvent des hommes de loi (US Marshal, shérif), des officiers de l'armée, des cow-boys solitaires, etc. dotés de fortes valeurs morales (courage, droiture, honneur). Ils sont décrits comme des chevaliers errant sans but particulier, faisant face à des ennemis et délivrant des individus ou des communautés, selon leur propre sens de la chevalerie. Le héros de western est seul face au danger et démontre ses aptitudes physiques (lasso, tir au pistolet, dressage, etc.).
Dans les films, les as de la gâchette sont dotés d'une vitesse surhumaine pour dégainer un révolver (Fast Draw (en)) et de capacités étonnantes pour faire des moulinets (gunspinning (en)). Cependant, dans la réalité, ceux qui s'adonnaient à l'esbroufe et à l'épate ne survivaient pas très longtemps : les vrais tireurs tiraient pour tuer, et non pour désarmer ou impressionner leur opposant.
Auréolé d'une réputation qui bien souvent le précède, l'as de la gâchette est un tireur hors pair, sorti victorieux de nombreux duels et combats armés.
Le terme sert à désigner plusieurs personnages stéréotypés du Far West : le franc-tireur, tueur à gages ou bien encore chasseur de primes. Billy the Kid était un hors-la loi, d'autres sont quant à eux du côté de la justice, comme Pat Garrett ou Wyatt Earp.
Un as de la gâchette peut ainsi être un bandit, un voleur, ou même un meurtrier. Il peut également être un homme de loi, tantôt un justicier solitaire, tantôt un shérif, chargé de mettre les hors-la-loi hors d'état de nuire.
Mais les as de la gâchette apparaissent le plus souvent sous les traits d'un cow-boy. Dans les westerns, ce dernier porte le revolver à la ceinture, bas sous la hanche, saisit son arme rapidement, tire et rengaine d'un seul geste, non sans avoir fait tourner auparavant son arme par la queue de détente et le pontet autour de l'index.

## Origine lexicale
Le terme gâchette couramment utilisé dans la langue française et dans de nombreuses expressions populaires est en fait un abus de langage. La gâchette est une des pièces internes constitutives du mécanisme de percussion des armes. Elle est souvent confondue avec la queue de détente, pièce sur laquelle l'index appuie pour déclencher le tir. L'expression la plus conforme devrait donc être « As de la détente ».

## Personnages historiques
- Annie Oakley
- Bat Masterson
- Billy the Kid
- Butch Cassidy
- Calamity Jane
- Cole Younger
- Dave Rudabaugh (en)
- Doc Holliday
- Frank Eaton (en)
- King Fisher
- John Wesley Hardin
- Jesse James
- Sundance Kid
- Wild Bill Hickok
- Wyatt Earp

## Gangs célèbres
- Frères Dalton
- Gang James-Younger
- Les régulateurs

## Personnages de fiction
- Josey Wales, héros du film Josey Wales hors-la-loi.
- Link et Gotch, personnages du film Soleil rouge.
- William Munny, personnage principal du film Impitoyable.
- Joey Garza, principal antagoniste dans le livre Streets of Laredo de Larry McMurtry et la série qui en a été tirée : Lonesome Dove : Le Crépuscule (Streets of Laredo).
- Roland de Gilead, le principal protagoniste de la série de romans La Tour sombre ainsi que des œuvres adaptées de ces romans.
- Bouncer, héros de la bande dessinée du même nom.
- Lucky Luke, héros de bande dessinée, tire plus vite que son ombre.
- James West, héros des Mystères de l'Ouest.
- Trinita, du film On l'appelle Trinita et On continue à l'appeler Trinita.
- Personne et Jack Beauregard, du film Mon nom est Personne.
- L'homme sans nom, interprété par Clint Eastwood dans la Trilogie du dollar.
- L'homme sans nom, également interprété par Clint Eastwood dans l'Homme des hautes plaines (High plains drifter)
- L'homme à l'harmonica, vengeur solitaire interprété par Charles Bronson dans Il était une fois dans l'Ouest.
- Le shérif Jered Maddox, interprété par Burt Lancaster dans L'Homme de la loi.
- Daisuke Jigen, personnage de Lupin III.
- Revolver Ocelot dans la série de jeux vidéo Metal Gear.
- Chick Bill, héros de la bande dessinée Les Aventures de Chick Bill.
- Blueberry, héros de la bande dessinée du même nom.
- Red Dust, héros de la bande dessinée Comanche.
- Josh Randall, héros de la série Au nom de la loi, interprété par Steve McQueen.
- Red Harlow, héros du jeu Red Dead Revolver
- John Marston, héros du jeu Red Dead Redemption.
- Arthur Morgan, héros du jeu Red Dead Redemption II.
- El Mariachi, interprété par Antonio Banderas dans les films Desperado et Il était une fois au Mexique... Desperado 2, de Robert Rodriguez.
- Bret Maverick, interprété par Mel Gibson dans le film Maverick (film) (1994) de Richard Donner.
- Vash the Stampede, héros du manga Trigun.
- Tex Willer, héros de la bande dessinée Tex.
- Erron Black, personnage dans les jeux vidéo Mortal Kombat X et Mortal Kombat 11.
- Les frères Ray et Thomas McCall dans le jeu vidéo Call of Juarez: Bound in Blood.